# Limnoctites rectirostris
Limnoctites rectirostris е вид птица от семейство Furnariidae, единствен представител на род Limnoctites. Видът е почти застрашен от изчезване.

## Разпространение
Видът е разпространен в Аржентина, Бразилия и Уругвай.